# 善悪
本項目は倫理的な善と悪について述べる。

## 概要
宗教的な善悪は、神という存在を仮定して人が授かった“ 教え ”に従うか反するかであるが、科学的には人類が発明した概念であり、精神文明の肯定と否定で“ 理想 ”と“ 理想否定 ”である。
善は、道義的に正しい事。または倫理に沿った行いや理想的目標。正義とは違い何かや誰かを裁くための概念ではなく、護り目指すべき理想としての概念。
悪は、古語では荒々しく猛々しい様を表し、道義を持たない事で、“ 動物的本能 ”からくる欲求を行動基準にする事。
その二つをセットにした考え方で、精神文化の根幹である道義を肯定するか否定するかという意味で、善悪（ぜんあく）とは、人類全体の客観性やある集団の客観性において、それが望ましいか否かという事である。
道徳的価値観に於いて「正邪」が意識や考え方といった心の在り方に主眼を置いて主観的に判断するのに対し、「善悪」はその行為や事柄を客観性を持って総合的に判断する。
具体的にどういった行為や事柄が望ましく、あるいは望ましくないかは、哲学や倫理学の諸理論によって様々であり、特定の基準がある訳ではない事に注意する必要がある。従って、同じ行為・事柄が文脈に依存して善にも悪にもなり得る。

## 旧約聖書の律法における善悪
旧約聖書においてはモーセ五書を律法という。
ヘブライ語の善（טוב）と悪（רע）の意味は、モーセ五書創世記2章9節に起因し、食べるために「良いか悪いか」、また創世記3章6節では善（טוב）について「良い」や「good」の他に「おいしそう」という意味もある。
口語訳聖書創世記2章9節
また主なる神は、見て美しく、食べるに良いすべての木を土からはえさせ、更に園の中央に命の木と、善悪を知る木とをはえさせられた。
新共同訳聖書創世記2章9節
主なる神は、見るからに好ましく、食べるに良いものをもたらすあらゆる木を地に生えいでさせ、また園の中央には、命の木と善悪の知識の木を生えいでさせられた。
口語訳聖書創世記3章6節
女がその木を見ると、それは食べるに良く、目には美しく、賢くなるには好ましいと思われたから、その実を取って食べ、また共にいた夫にも与えたので、彼も食べた。
新共同訳聖書創世記3章6節
女が見ると、その木はいかにもおいしそうで、目を引き付け、賢くなるように唆していた。女は実を取って食べ、一緒にいた男にも渡したので、彼も食べた。
欽定訳聖書創世記3章6節
And when the woman saw that the tree was good for food, and that it was pleasant to the eyes, and a tree to be desired to make one wise, she took of the fruit thereof, and did eat, and gave also unto her husband with her; and he did eat.